# BYD Dolphin
De BYD Dolphin is een elektrische hatchback die sinds 2021 door de Chinese fabrikant BYD Auto wordt geproduceerd. De Dolphin is een subcompacte (B-segment of A0-klasse) hatchback in zijn thuisland, maar wordt op de Chinese markt boven de Seagull gepositioneerd en maakt deel uit van BYD's 'Ocean-reeks'.
De Dolphin wordt sinds 2023 geëxporteerd naar overzeese markten zoals Europa, Australië en Zuidoost-Azië met langere afmetingen om te voldoen aan strengere crashveiligheidsnormen en om hem in het compacte of C-segment te kunnen plaatsen.

## Overzicht
Tijdens Auto Shanghai in april 2021 presenteerde BYD een pre-productie-prototype van de Dolphin genaamd BYD EA1 Concept, terwijl ook een gemoderniseerde designtaal en bedrijfslogo werden aangekondigd. Het bedrijf introduceerde ook een nieuwe generatie elektrische autoplatforms, genaamd het e-Platform 3.0, die efficiëntere prestaties en een groter bereik biedt.
Het productiemodel werd drie maanden later gepresenteerd als de BYD Dolphin en was in augustus 2021 beschikbaar. De Dolphin neemt de Marine Aesthetics-ontwerpstijl van BYD over die ook in andere Ocean-modellen wordt gebruikt, een silhouet ontworpen door het hoofd van het BYD-ontwerpteam Wolfgang Egger. De Dolphin was het eerste productiemodel met het nieuwe BYD-logo.
Het interieur van de Dolphin beschikt over een draaibaar 12,8 duims infotainmentscherm en een volledig 5 duims LCD-instrumentenpaneel. Standaard wordt de LFP-bladebatterij geleverd met verschillende capaciteiten.
De aangepaste versie, bestemd voor de wereldmarkt, werd in 2023 geïntroduceerd. Voor de meeste exportmarkten werd de Dolphin met ongeveer 20 centimeter verlengd om ruimte te maken voor een nieuwe crashstructuur aan de voorkant, die is ontworpen om een vijfsterren Australische ANCAP-veiligheidsbeoordeling te behalen. Het wereldwijde model kreeg verschillende voor- en achterbumpers, motorkap en spatborden die de overhang vergrootten, waardoor de lengte toenam tot 4,29 m en waardoor het in het C-segment kwam.
Op 22 september 2023 rolde de 500.000ste Dolphin van de assemblagelijn, na 25 maanden in productie te zijn geweest.

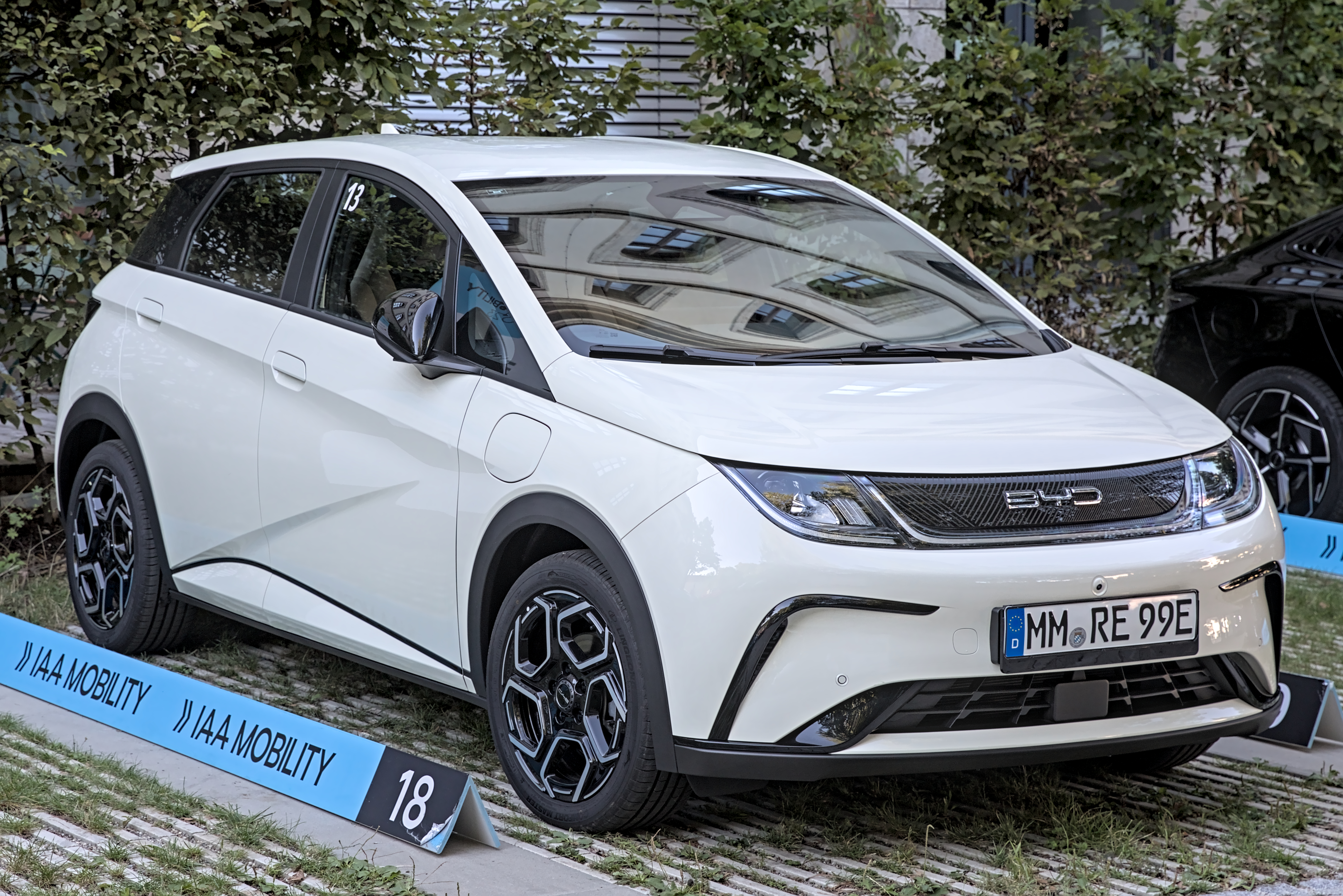
Vooraanzicht (globaal)
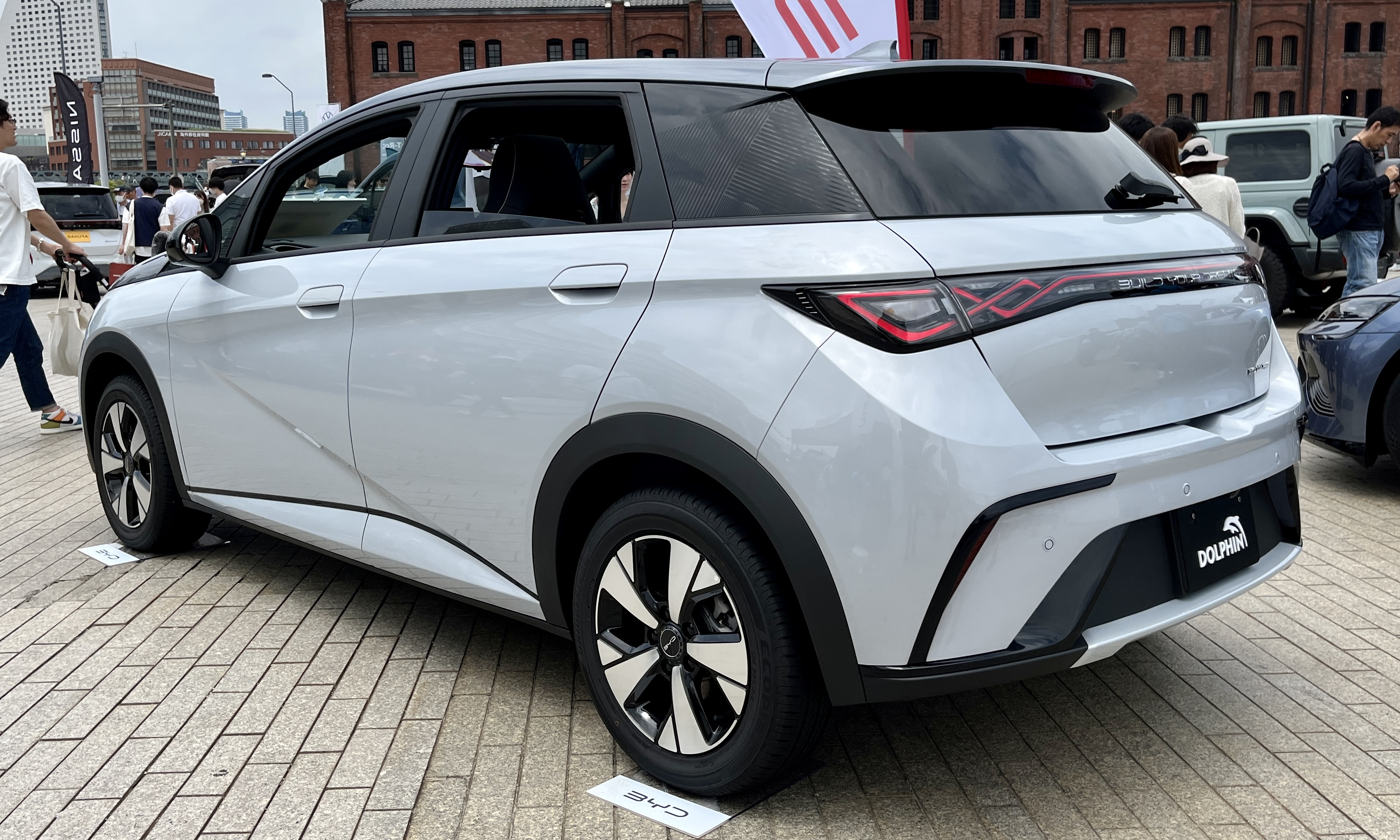
Achteraanzicht (globaal)
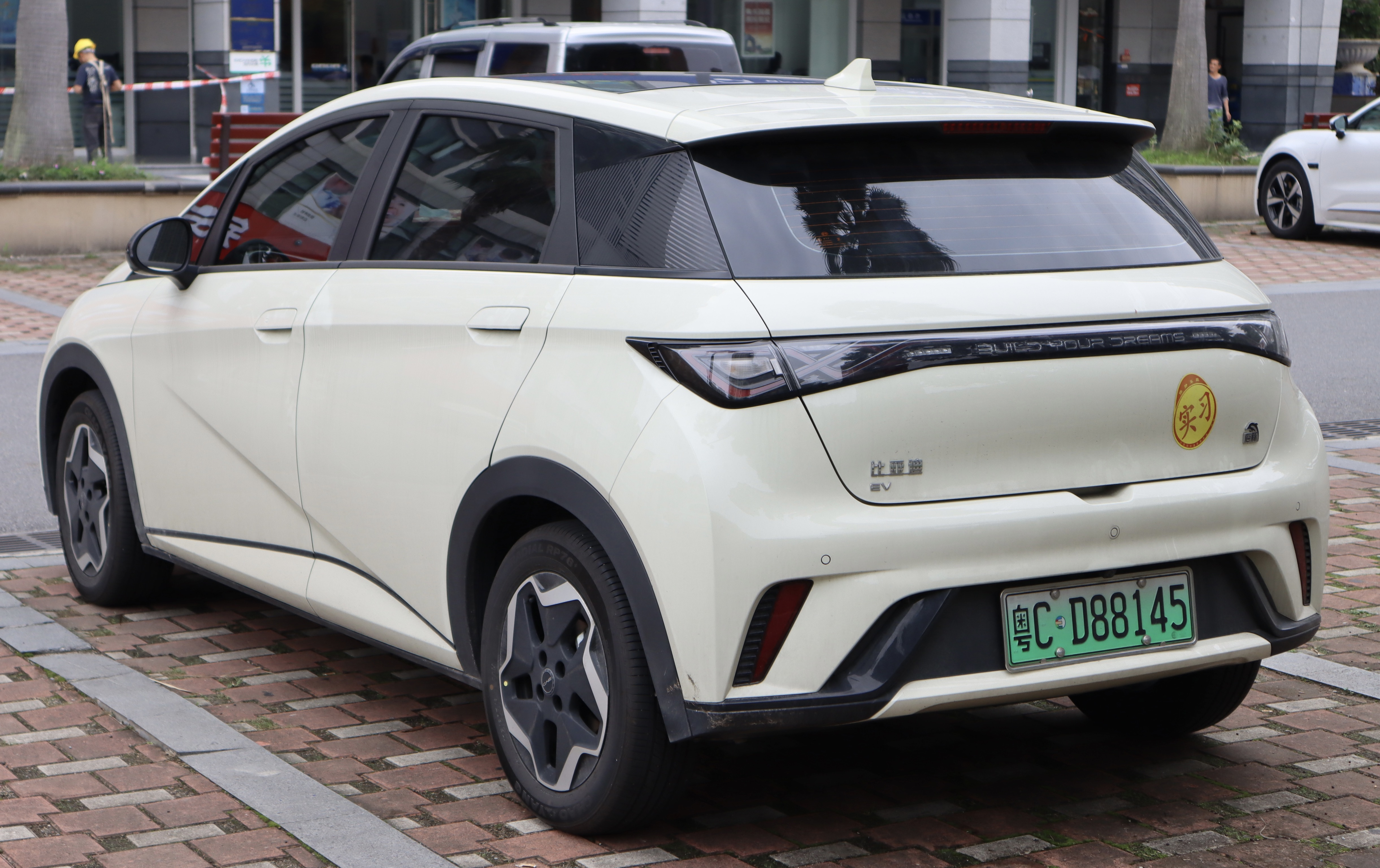
Achteraanzicht (China)
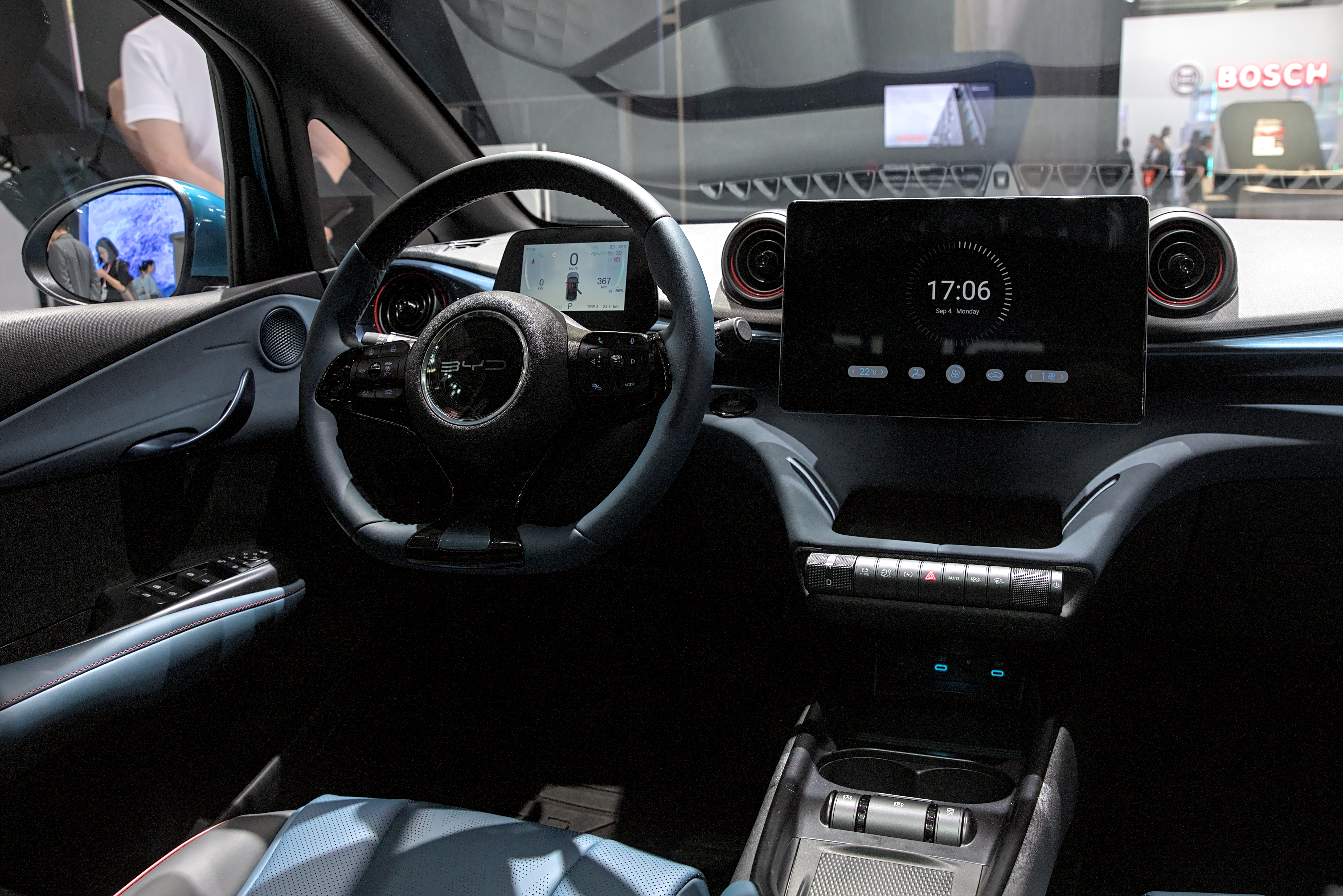
Interieur
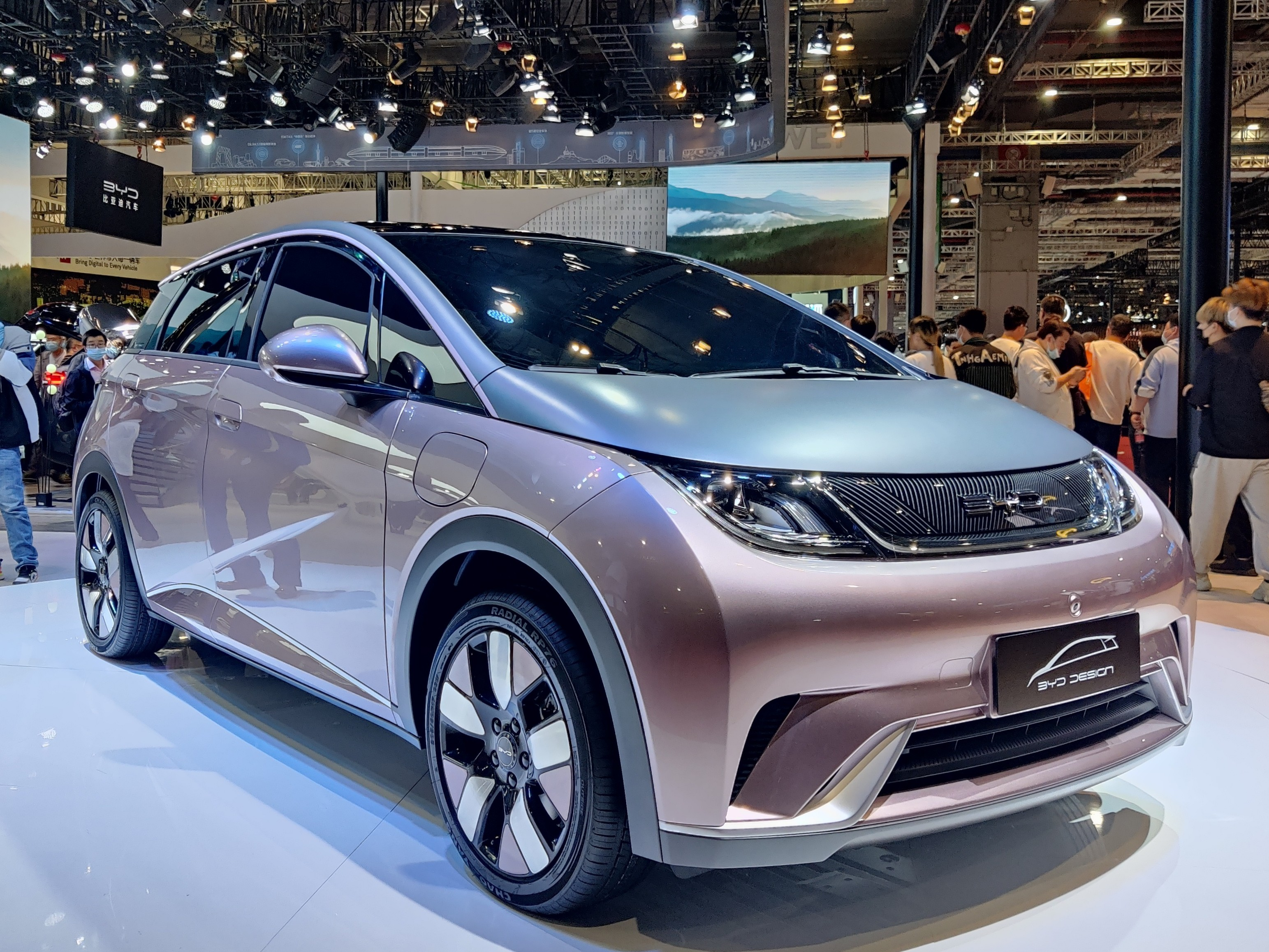
BYD EA1 Concept

De Europese versie van de Dolphin werd in april 2023 geïntroduceerd. Net als bij de wereldwijde specificatie, bevindt de Dolphin voor de Europese markt zich in het C-segment, aangezien hij andere voor- en achterbumpers kreeg waardoor hij 4,29 m lang is. Bovendien is de aandrijflijn van de Europese Dolphin geüpgraded. De auto wordt aangedreven door een 150 kW voorwielaandrijvingsmotor, gekoppeld aan een 60,48 kWh-batterij die gedeeld wordt met de Atto 3.

## Prijzen
BYD Dolphin won de titel 'Beste kleine elektrische auto' bij de Carbuyer Best Car Awards 2024.